# Silaus carvifolius
Silaus carvifolius är en flockblommig växtart som beskrevs av Carl Anton von Meyer. Silaus carvifolius ingår i släktet Silaus och familjen flockblommiga växter. Inga underarter finns listade i Catalogue of Life.